# Alpenakelei
De alpenakelei (Aquilegia alpina) is een overblijvende plant uit de ranonkelfamilie (Ranunculaceae) die vooral te vinden is in de subalpiene en alpiene zone van de westelijke Alpen en de noordelijke Apennijnen.

## Naamgeving
- Synoniem: Aquilegia pseudalpina Skalinska
- Frans: Ancolie des Alpes, Cornette des Alpes
- Duits: Alpen-Akelei
- Engels: Alpine Comlumbine
- Italiaans: Aquilegia maggiore

## Kenmerken
De alpenakelei is een overblijvende, kruidachtige plant, met een tot 70 cm lange, behaarde bloemstengel met één tot vijf bloemen. De grondbladeren zijn gesteeld, dubbel drietallig, onbehaard, in verhouding klein, met een onregelmatig gekartelde bladrand. De verspreid staande stengelblaadjes zijn kleiner.
De bloemen zijn knikkend tot hangend, opvallend groot, tot 9 cm doorsnede, en vijfdelig. Zowel de uitgespreide kelkblaadjes als de in het midden gebundelde kroonblaadjes zijn helblauw gekleurd. De kroonblaadjes dragen aan de top een dik, haakvormig spoor. De talrijke meeldraden zijn felgeel gekleurd en zijn korter dan de kroonblaadjes.
De plant bloeit van juli tot augustus.

## Habitaten verspreiding
De alpenakelei groeit voornamelijk op vochtige plaatsen op kalksteenbodem, zoals graslanden, lichte bossen en dwergstruikvegetatie in de subalpiene en alpiene zone van het hooggebergte tot op 2600 m hoogte.
De plant komt voor in de westelijke Alpen, vooral in het oosten van Frankrijk (Savoie en Haute-Savoie, Isère, Drôme, Hautes-Alpes, Alpes-de-Haute-Provence en Alpes-Maritimes) , Zwitserland, Noord-Italië en Oostenrijk, en in de noordelijke Apennijnen (Noord-Italië).
... · 
A. alpina (Alpenakelei) · 
A. atrata (Donkere akelei) · 
A. bernardii · 
A. bertolonii · 
A. einseleana · 
A. formosa · 
A. olympica · 
A. pyrenaica (Pyrenese akelei) · 
A. vulgaris (Wilde akelei) · ...